# Supermercados Gigante

Logo de Supermercados Gigante.

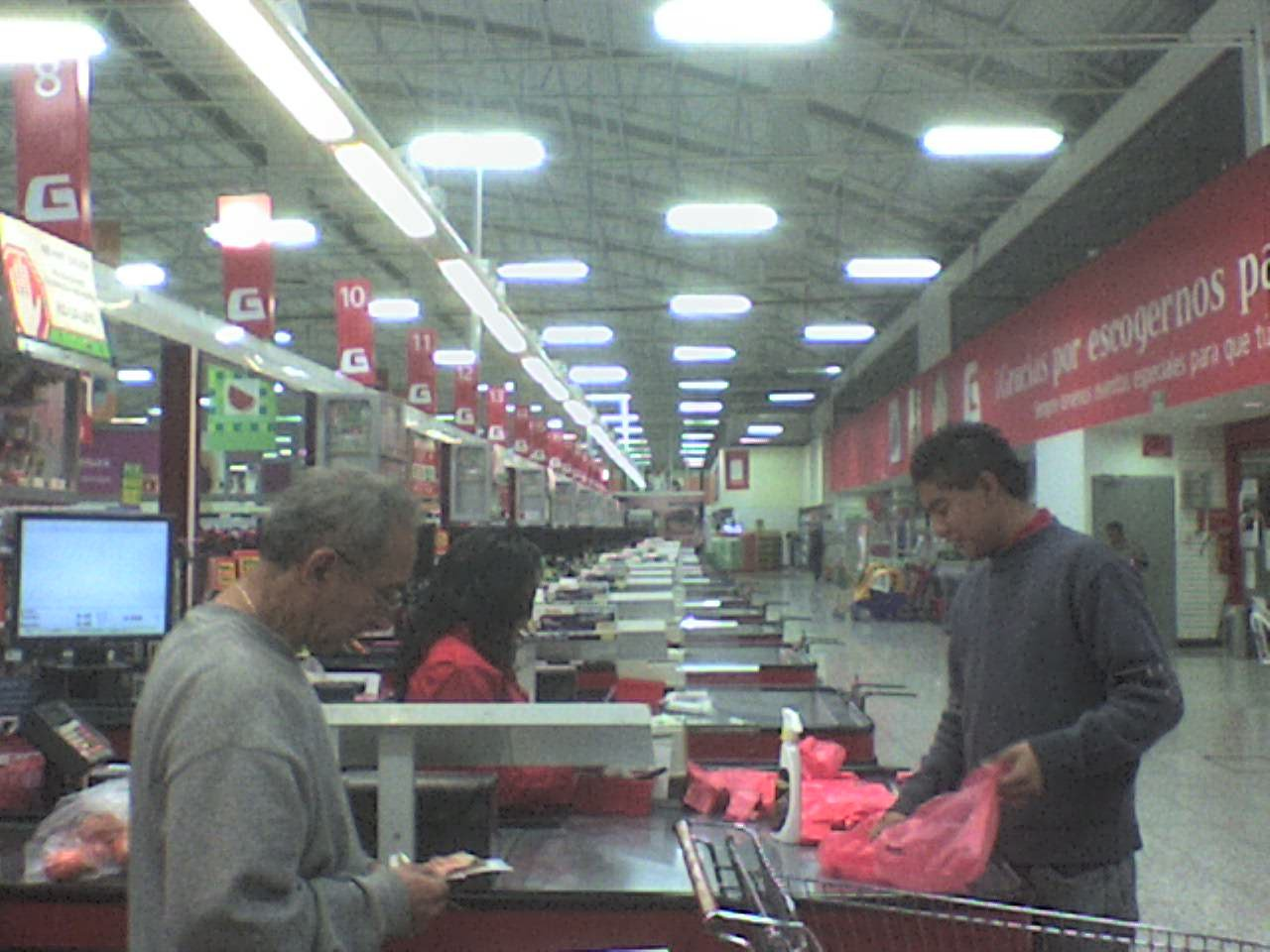

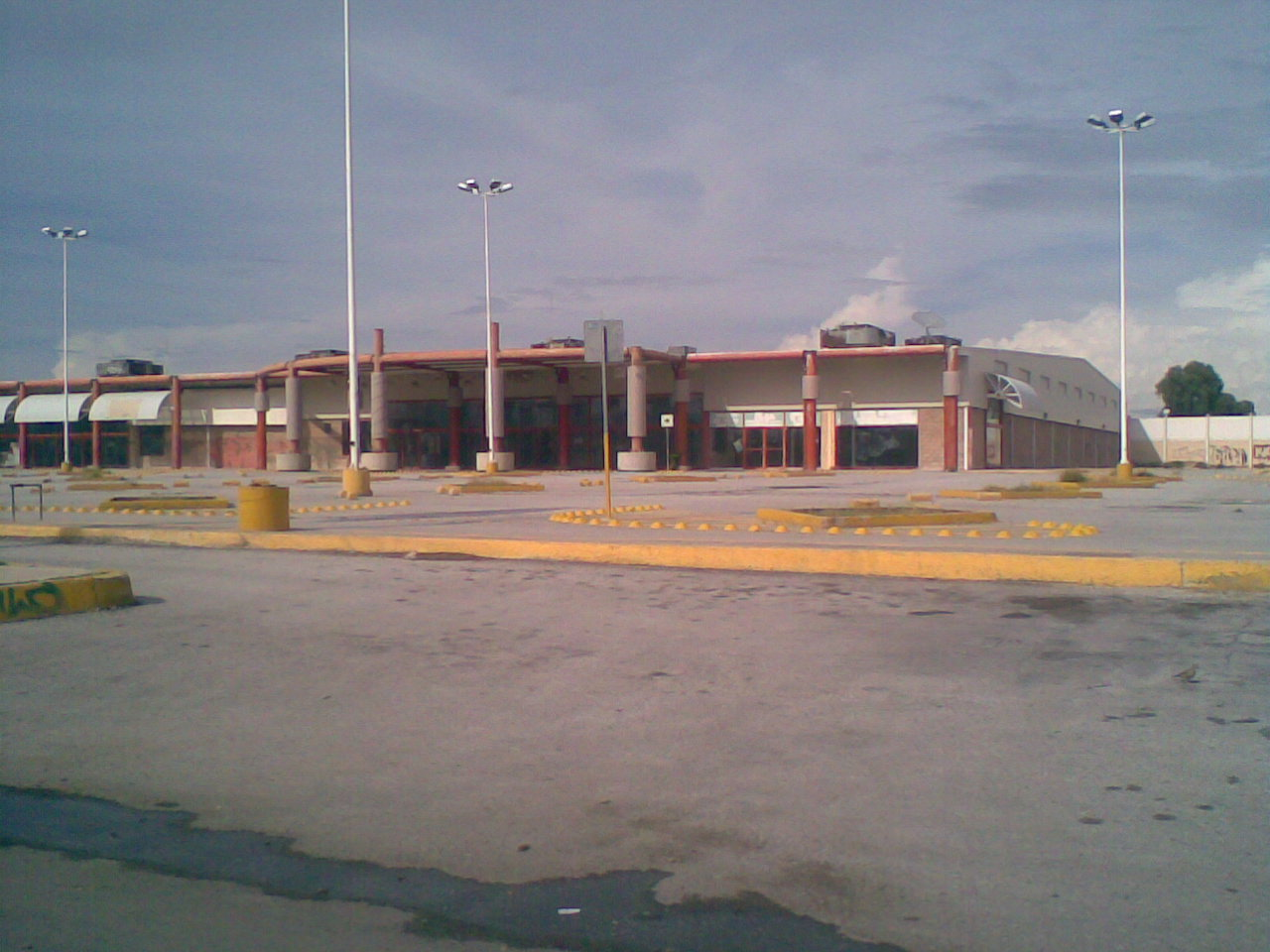
Un ancien magasin Supermercados Gigante à Gómez Palacio (2004).

Supermercados Gigante  (littéralement : Supermarchés Géant) est une ancienne grande chaîne de supermarchés du Mexique, également établie aux États-Unis. Fondée en 1962, elle a été rachetée en décembre 2007 par sa concurrente Soriana.